# 피터 오뎀윙기에
피터 오사제 오뎀윙기에(영어: Peter Osaze Odemwingie, 러시아어: Питер Осазе Одемвингие 피테르 오사제 오뎀빈기예[*], 1981년 7월 15일 ~ )는 우즈베키스탄 출생 나이지리아의 전 축구 선수로 포지션은 공격수, 윙어이다. 2014년 1월 28일 켄와인 존스와 1:1 트레이드로 스토크 시티로 이적하였다.

## 수상

### 나이지리아
- 올림픽 축구 : 은메달 (2008)

### 개인
- 2014년 FIFA 월드컵 맨 오브 더 매치 : vs. 보스니아 헤르체고비나 (조별리그)